# Мазур, Артём Анатольевич
Артём Анатольевич Мазур (укр. Арте́м Анато́лійович Ма́зур; 6 августа 1987 — 3 марта 2014, Киев) — украинский активист Евромайдана. Герой Украины (2014, посмертно).

## На Майдане
В акциях протеста Евромайдана Артем Мазур участвовал 2 месяца.
18 февраля 2014 года был ранен осколками гранаты во время столкновений в Мариинском парке, был избит, получил открытую черепно-мозговую травму. Со дня ранения находился в коме. Родственники планировали перевезти его в Чехию или Польшу на лечение, однако 3 марта, не приходя в сознание, Артём умер.

## Память
- 4 марта 2014 года на Майдане Незалежности попрощались с бойцом 15 сотни. Отпевали Артёма в Михайловском Златоверхий монастыре, похоронили на родине.
- 5 марта Хмельницком технологическом многопрофильному лицею, в котором учился погибший, присвоено имя Артёма Мазура[1][2].

### Награды
- Звание Герой Украины с награждением орденом «Золотая Звезда» (21 ноября 2014 года, посмертно) — за гражданское мужество, патриотизм, героическое отстаивание конституционных принципов демократии, прав и свобод человека, самоотверженное служение Украинскому народу, проявленные во время Революции достоинства[3]
- Медаль «За жертвенность и любовь к Украине» (УПЦ КП, июнь 2015) (посмертно)[4]